# 7 (álbum de Platero y Tú)
7 es el quinto disco de Platero y Tú, grabado y mezclado en Lorentzo Records (Vizcaya) en 1997 y publicado por DRO el 29 de septiembre de 1997. Consiguió el disco de oro.
En el álbum se encuentran las colaboraciones de Roberto Iniesta (Extremoduro), quien canta y toca un solo de guitarra en Si miro a las nubes y toca otro solo en Por mí. También colaboró Manrique Cabrales, hermano de Fito y batería del desaparecido grupo En medio haciendo coros en Por mí, Mujer, Alucinante y Al cantar. Además aparece un trío de saxo (Javier Alzola), trombón (Elies Hernandis) y trompeta (Patxi Urtxegui) en los temas Mujer, Mendrugos y Al cantar.
Cabe destacar además, el pequeño homenaje al famoso cantante/guitarrista Carl Perkins y a su canción Blue Suede Shoes en la canción Rock'n'Roll, con la frase "One for the money and two for the show".

## Lista de canciones
| N.º | Título                                   | Escritor(es)                   | Duración |  |
| 1.  | «Por mí»                                 | Iñaki Antón / Fito Cabrales    | 5:34     |  |
| 2.  | «Si miro a las nubes (con Robe Iniesta)» | Iñaki Antón / Fito Cabrales    | 5:34     |  |
| 3.  | «Rock'n'Roll»                            | Fito / Iñaki / Juantxu / Jesús | 4:08     |  |
| 4.  | «Magia»                                  | Iñaki Antón / Fito Cabrales    | 4:16     |  |
| 5.  | «Mujer»                                  | Iñaki Antón / Fito Cabrales    | 3:33     |  |
| 6.  | «Alucinante»                             | Iñaki Antón / Fito Cabrales    | 3:09     |  |
| 7.  | «Mendrugos»                              | Iñaki Antón / Fito Cabrales    | 3:07     |  |
| 8.  | «Al cantar»                              | Iñaki Antón / Fito Cabrales    | 4:47     |  |
| 9.  | «Qué larga es la noche»                  | Fito / Iñaki / Juantxu / Jesús | 4:55     |  |

## Sencillos
De este álbum se extrajeron durante el año 1998 los siguientes sencillos:
- Por mí, edición en CD, conteniendo los temas Por mí y Qué larga es la noche
- Al cantar edición en CD conteniendo la versión del disco y una en directo.
- Si miro a las nubes, edición en CD, conteniendo el tema Si miro a las nubes
- Alucinante, edición en CD, conteniendo el tema Alucinante

## Posiciones en las listas
| Año  | Lista | Posición |
| ---- | ----- | -------- |
| 1997 | AFYVE | No. 17   |